# 辻本倫太郎
辻本 倫太郎（つじもと りんたろう、2001年8月11日 - ）は、富山県富山市生まれ、北海道札幌市白石区出身のプロ野球選手（内野手）。右投右打。中日ドラゴンズ所属。

## 経歴

### プロ入り前
富山県富山市で生まれ、2歳の時に北海道札幌市へ引っ越した。札幌市立東札幌小学校で3年生の時に東札幌ジャイアンツで野球を始め、6年時には北海道日本ハムファイターズジュニアでプレーした。札幌市立日章中学校在学時は硬式野球のクラブチームである札幌南シニアでプレーし、3年春に全国大会に出場した。
北海高等学校では2年夏から遊撃手のレギュラーに定着し、同年秋から主将を務めた。3年夏は南北海道大会準々決勝で札幌国際情報に敗れた。その後、北海高校が阪神甲子園球場で行われた全国高等学校野球選手権大会で初めて勝利した高校であることから、令和初の第101回全国高等学校野球選手権大会にて、開会式の入場行進の先導役を務めた。高校時代は2学年上に阪口皓亮、川村友斗、鈴木大和、2学年下に木村大成、大津綾也がいた。
高校卒業後は仙台大学体育学部体育学科へ進学。1年秋からリーグ戦に出場し、3年秋の明治神宮野球大会、4年春の全日本大学野球選手権大会ではいずれも本塁打を放った。
2023年10月26日に開催されたドラフト会議にて、中日ドラゴンズから3位指名を受け、11月24日に契約金5500万円、年俸900万円で仮契約を結んだ（金額は推定）。背番号は29。仙台大学の野手では初の支配下指名となった。

### 中日時代
2024年、4月17日に負傷離脱した高橋周平に代わって一軍に初昇格し、同日の東京ヤクルトスワローズ戦（バンテリンドーム ナゴヤ）で代走としてプロ初出場を果たした。一軍戦4試合に出場したのち、25日に登録を抹消された。二軍で主に二塁を守り、87試合に出場して打率.216、20打点の成績を残すと、9月5日に再度一軍に昇格した。9月7日、広島東洋カープ戦（MAZDA Zoom-Zoom スタジアム広島）で、プロ初安打を記録した。11月7日、50万円減となる推定年俸850万円で契約を更改した。12月16日、背番号が0に変更されることが発表された。

## 選手としての特徴・人物
大学球界屈指の守備力の持ち主と評価されている。

## 詳細情報

### 年度別打撃成績
| 年 度     | 球 団     | 試 合 | 打 席 | 打 数 | 得 点 | 安 打 | 二 塁 打 | 三 塁 打 | 本 塁 打 | 塁 打 | 打 点 | 盗 塁 | 盗 塁 死 | 犠 打 | 犠 飛 | 四 球 | 敬 遠 | 死 球 | 三 振 | 併 殺 打 | 打 率 | 出 塁 率 | 長 打 率 | O P S |
| --------- | --------- | ----- | ----- | ----- | ----- | ----- | -------- | -------- | -------- | ----- | ----- | ----- | -------- | ----- | ----- | ----- | ----- | ----- | ----- | -------- | ----- | -------- | -------- | ----- |
| 2024      | 中日      | 13    | 20    | 18    | 0     | 3     | 0        | 0        | 0        | 3     | 0     | 0     | 0        | 1     | 0     | 1     | 0     | 0     | 0     | 1        | .167  | .211     | .167     | .377  |
| 通算：1年 | 通算：1年 | 13    | 20    | 18    | 0     | 3     | 0        | 0        | 0        | 3     | 0     | 0     | 0        | 1     | 0     | 1     | 0     | 0     | 0     | 1        | .167  | .211     | .167     | .377  |

- 2024年度シーズン終了時点

### 年度別守備成績
| 年 度 | 球 団 | 二塁  | 二塁  | 二塁  | 二塁  | 二塁  | 二塁     | 遊撃  | 遊撃  | 遊撃  | 遊撃  | 遊撃  | 遊撃     |
| 年 度 | 球 団 | 試 合 | 刺 殺 | 補 殺 | 失 策 | 併 殺 | 守 備 率 | 試 合 | 刺 殺 | 補 殺 | 失 策 | 併 殺 | 守 備 率 |
| ----- | ----- | ----- | ----- | ----- | ----- | ----- | -------- | ----- | ----- | ----- | ----- | ----- | -------- |
| 2024  | 中日  | 6     | 13    | 7     | 3     | 1     | .870     | 1     | 1     | 0     | 0     | 0     | 1.000    |
| 通算  | 通算  | 6     | 13    | 7     | 3     | 1     | .870     | 1     | 1     | 0     | 0     | 0     | 1.000    |

- 2024年度シーズン終了時

### 記録
初記録
- 初出場：2024年4月17日、対東京ヤクルトスワローズ5回戦（バンテリンドーム ナゴヤ）、5回裏に宇佐見真吾の代走で出場[12]
- 初打席：2024年4月19日、対阪神タイガース4回戦（阪神甲子園球場）、7回表に福谷浩司の代打で出場、島本浩也から左飛
- 初安打：2024年9月7日、対広島東洋カープ21回戦（MAZDA Zoom-Zoom スタジアム広島）、8回表に島内颯太郎から左前安打[14]
- 初先発出場：2024年9月8日、対広島東洋カープ22回戦（MAZDA Zoom-Zoom スタジアム広島）、「6番・二塁手」で先発出場

### 背番号
- 29（2024年[10]）
- 0（2025年[16] - ）

### 代表歴
- 2022 ハーレムベースボールウィーク 日本代表
- 2023年 第44回日米大学野球選手権大会 日本代表